# Carex umbellata
Espèce
Classification phylogénétique
Carex umbellata est une espèce des plantes du genre Carex et de la famille des Cyperaceae.